# Kohout (Nordböhmen)
Der Kohout (deutsch Krohberg, auch Hahnbusch, 589 m) ist ein eher unmarkanter Berg im Nordosten des Böhmischen Mittelgebirges nahe Benešov nad Ploučnicí.

## Lage und Umgebung
Der Kohout erhebt sich 4 km südlich der Stadt Benešov nad Ploučnicí (Bensen). Umliegende Orte sind im Süden die Dörfer Blankartice (Blankersdorf) und Valkeřice (Algersdorf). Der überwiegend mit Buchenwald bewachsene Berg liegt in einer Hochebene, die nördlich des Kohout bei Františkov nad Ploučnicí (Franzenthal-Ulgersdorf) in das tief eingeschnittene Tal der Ploučnice (Polzen) fällt. Auf dem Gipfel befindet sich ein Aussichtsturm, welcher vor allem in Richtung Lausitzer Gebirge Aussicht bietet. Seine Spitze ist dem historischen Vorbild entsprechend von einem eisernen Hahn gekrönt.

## Geschichte
Der Turm wurde vom Verein deutscher Touristen nach Plänen von Anton Möller (1864–1927) errichtet und am 16. August 1908 anlässlich des 60. Jubiläums der Herrschaft Kaiser Franz Josef I. eingeweiht. Der ehemalige Kaiser-Franz-Josef-Turm ist ein 12 m hoher runder Turm aus Steinmauerung. Im Innern des Turmes ist entlang der Turmwand eine steinerne Treppe angelegt. Auf dem gemauerten Turm ist eine etwa 4 m hohe Eisenkonstruktion mit einer Innenwendeltreppe aufgesetzt, die in ihrer Bauart an den Turm auf dem Studenec (Kaltenberg) erinnert.
Der Turm, welcher im Jahre 2010 eine umfassende Renovierung erfuhr, bietet Aussicht in Richtung des Lausitzer Gebirges in Richtung Osten und Norden. Der Blick in andere Richtungen ist nicht möglich, da der Turm von den Wipfeln der umstehenden Buchen, Bergahorne und Eschen überragt wird.
Von der früher neben dem Turm befindlichen Baude sind heute nur noch Grundmauern sichtbar. Der Sockel eines Denkmals, gestiftet vom „42ten Infantrie Verband Nord Böhmen“ ist ebenfalls noch erkennbar.

## Wege zum Gipfel

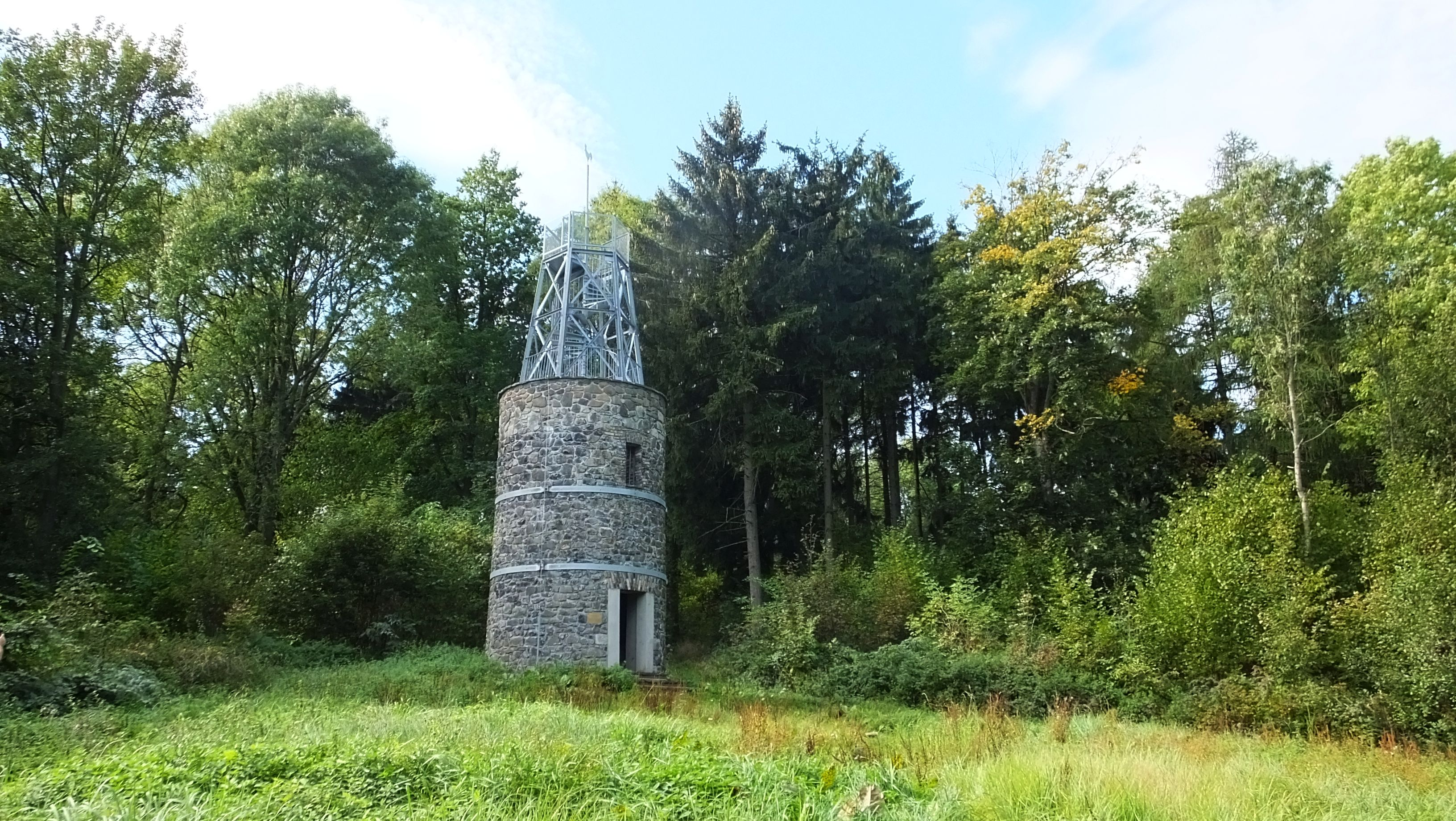
Aussichtsturm auf dem Krohberg

Der Aufstieg zum Berg erfolgt vom blau markierten Wanderweg, der von Valkeřice nördlich nach Terezínské Údolí (Theresienthal) und Benešov führt, über einen 600 m langen Abzweig. In Fortsetzung dieses Weges befinden sich einige Aussichtspunkte in das Tal der Ploučnice, was vom Berggipfel nicht möglich ist.